# Eulophinae
Gli Eulophinae Westwood, 1829, sono una sottofamiglia di insetti della famiglia degli Eulofidi (Hymenoptera: Chalcidoidea) comprendente specie parassitoidi primarie o iperparassite.

## Descrizione
Gli Eulofinae formano un raggruppamento eterogeneo nel senso che non esiste un unico carattere morfologico che permetta di distinguere univocamente questa sottofamiglia dagli altri Eulofidi. In generale il torace mostra un pronoto ben visibile dal dorso, mesoscuto con notauli ben delineati, più o meno profondi, oppure incompleti, axille non protese verso i notauli, scutello con due o più paia di setole. Le ali anteriori hanno la vena marginale lunga e raccordata con la submarginale senza interruzioni. L'addome è spesso sessile.
I maschi hanno spesso le antenne con gli articoli del funicolo ramificati.

## Biologia
Le larve sono in generale ectoparassite solitarie o gregarie a spese di larve di insetti fillominatori o di altre forme minatrici, appartenenti agli ordini dei Lepidotteri, dei Ditteri, dei Coleotteri e degli Imenotteri. Meno frequentemente sono attaccate anche le pupe oppure i  bruchi di grandi dimensioni, sui quali si sviluppano come gregari.
Possono comportarsi anche come iperparassiti, obbligati o facoltativi, a spese di altri Imenotteri  Calcidoidi, Icneumonidi, Braconidi.

## Sistematica
La sistematica interna di questa sottofamiglia è stata interessata da diverse revisioni e non uniformemente riconosciuta. La classificazione adottata in questa sede separa il genere Elasmus in una sottofamiglia distinta (Elasminae) e comprende i generi che in altri schemi tassonomici sono elevati al rango di sottofamiglia (Elachertinae). Escludendo gli Elasmini, gli Eulofini comprendono circa 1100 specie ripartite in oltre 90 generi:
- Alibertia
- Alophomorphella
- Alophomyia
- Alveoplectrus
- Anumanniola
- Arachnolophus
- Aroplectrus
- Arunus
- Ascotolinx
- Aulogymnus
- Austeulophus
- Australsecodes
- Boucekiola
- Bryopezus
- Cirrospiloidelleus
- Cirrospilus
- Cleolophus
- Clotildiella
- Cobarus
- Colpoclypeus
- Cristelacher
- Dahlbominus
- Danuviella
- Dasyeulophus
- Dermatopelte
- Deutereulophus
- Diaulinopsis
- Diaulomorpha
- Dichatomus
- Dicladocerus
- Diglyphomorpha
- Diglyphomorphomyia

- Diglyphus
- Dimmockia
- Dineulophus
- Elachertomorpha
- Elachertus
- Eulophinusia
- Eulophomorpha
- Eulophomyia
- Eulophus
- Euplectromorpha
- Euplectrophelinus
- Euplectrus
- Eupronotius
- Eurycephaloplectrus
- Gallowayia
- Gattonia
- Ginsiella
- Grotiusomyia
- Guptaiella
- Hamonia
- Hemiptarsenus
- Hoplocrepis
- Hyssopus
- Melittobiopsis
- Meruana
- Metaplectrus
- Microlycus
- Miotropis
- Mohaniella
- Naumanniola
- Necremnoides
- Necremnus

- Nesympiesis
- Notanisomorphella
- Noyesius
- Ogmoelachertus
- Oxycantha
- Paraolinx
- Pauahiana
- Perinetia
- Petiolacus
- Platyplectrus
- Pnigalio
- Pseudiglyphus
- Pseudiglyphus
- Ratzeburgiola
- Renaniana
- Rhicnopelte
- Ryhonos
- Semielacher
- Setelacher
- Skoka
- Stenomesius
- Stenopetius
- Sympiesis
- Sympiesomorpha
- Tooloomius
- Trichospilus
- Trielacher
- Tylomischus
- Xanthellum
- Zagrammosoma
- Zasympiesis
- Zealachertus